# ホイアン
座標: 北緯15度52分38秒 東経108度19分33秒 / 北緯15.87722度 東経108.32583度

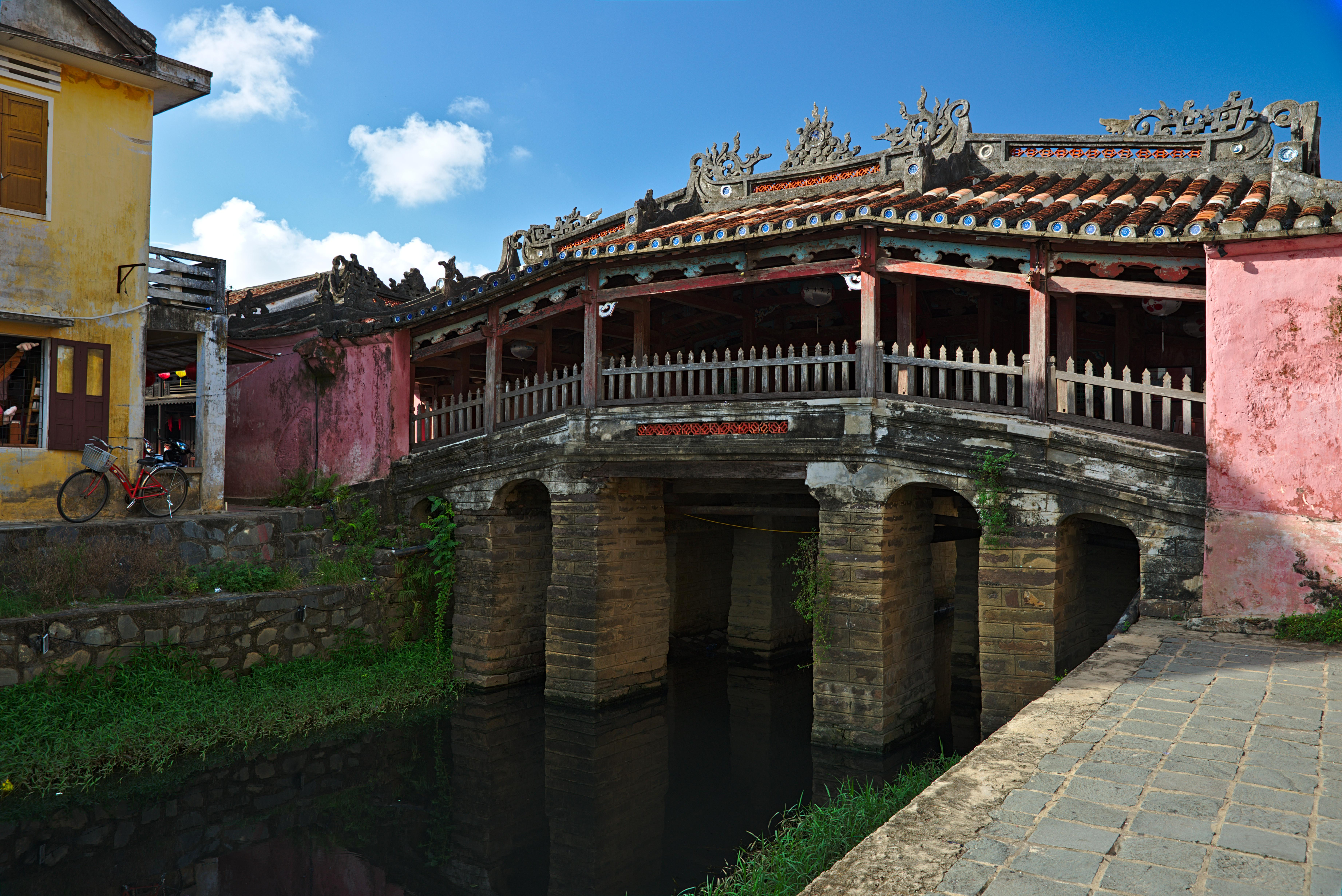
ホイアンの来遠橋（日本橋）

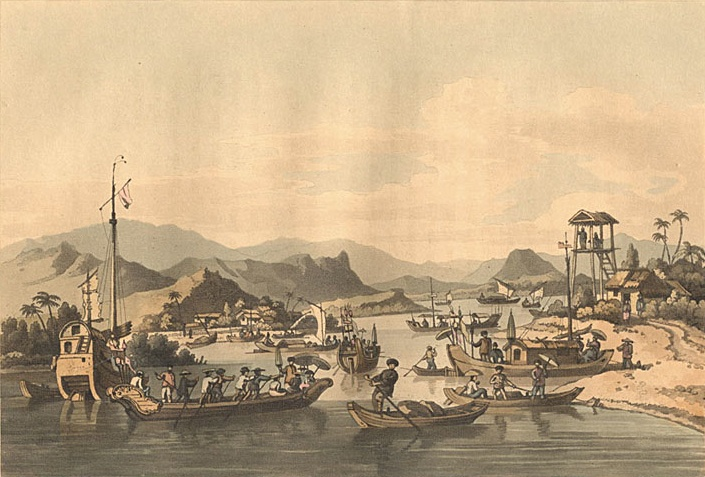
18世紀のホイアン

ホイアン市（会安市、ホイアンし、ベトナム語：Thành phố Hội An / 城庯會安  発音）とは、ベトナム中部クアンナム省の都市であり、ダナン市の南方30キロ、トゥボン川（ホアイ川とも呼ばれる）の河口から7kmほど遡った場所に位置する古い港町である。人口は約120,000人。ファイフォ 、フェイフォ（Faifo、費福）と呼ばれたこともある。15世紀から19世紀にかけて東南アジア屈指の貿易港として栄えた。中国人街を中心に古い建築が残り、1999年（平成11年）に「ホイアンの古い町並み」としてユネスコの世界文化遺産に登録されている。旧市街とチャム島は、2009年よりユネスコの生物圏保護区にも指定されている。
カオラウ（Cao Lầu)、チェーセン（ハスの実のお汁粉、Chè Sen）、タオフォー（ベトナム風豆花、Tào Phớ）、コム・ガー・ホイ・アン（蒸鶏もも肉ライス、Cơm gà Hội An）などの名物料理が知られている。
ベトナムで知られる『春と青年』（Xuân và tuổi trẻ）の作曲家ラ・ホイ（La Hối）氏の故郷。

## 概要
チャンパ王国時代からの古い港町で、16世紀にチャンパは南に後退し、フエに広南阮氏政権が樹立されると、その外港となった。ホイアンの名称はその頃に成立したと思われる。
16世紀末以降、ポルトガル人、オランダ人、中国人、日本人が来航し国際貿易港として繁栄した。1601年には広南阮氏は、徳川家康に書簡を送って正式な国交を求め、江戸幕府との取り引きが急速に拡大した。朱印状による約30年間にわたる朱印船貿易のうち、広南には71隻が入港した。ホイアンには大規模な日本人街や中国人街が形成され、1623年にはオランダ東インド会社の商館も設けられるなど、繁栄を誇ったが、間もなく江戸幕府の鎖国により、日本人の往来が途絶え、オランダの商館も1639年に閉鎖された。
17世紀後半、清朝と鄭氏台湾との対立から遷界令が出されたことは、さらにこの地域の交易を停滞させ、一時期の繁栄は失われていった。1770年代には、西山（タイソン）党の乱によって、町は完全に破壊されたが、やがて再建され、19世紀まで繁栄した。しかし、ホイアンと南シナ海を結ぶトゥボン川に、土砂が堆積して川底が浅くなった結果、大型船の往来に支障を来たす事となり、国際貿易港としての繁栄は、ダナン港へと移行した。
一方で、街並みは残され、ベトナム戦争時代に破壊されることもなく、現在に至るまで当時の繁栄ぶりを今に伝えている。

## 地理
ホイアンはトゥボン川の河口近くの北岸にある。市東部の郊外とトゥボン川の対岸のズイスエン県の川と海沿いには湿地が発達しており、厚さ1 m前後の黒い泥質の堆積物が多く見られる。船の荷の積み降ろしのために、トゥボン川には防波堤がないため、たびたび洪水の害に見舞われる。
土砂の堆積が続いたため、かつてのような大型船は入れなくなり、19世紀以降、主要港としては衰退、その座をダナンに譲るようになっていった。
沖合いの南シナ海にチャム諸島があり、その近くの海域にはサンゴ、軟体動物、甲殻類、海藻およびホシヒレグロハタ、カンムリブダイ、キンチャクダイ類、メガネモチノウオなどの魚類が生息している。

## 行政区画
以下の9坊4社から構成される。
- カムアン坊（Cẩm An / 錦安）
- カムチャウ坊（Cẩm Châu / 錦州）
- カムナム坊（Cẩm Nam / 錦南）
- カムフォー坊（Cẩm Phô / 錦鋪）
- クアダイ坊（Cửa Đại / 𨷶大）
- ミンアン坊（Minh An / 明安）
- ソンフォン坊（Sơn Phong / 山豊）
- タンアン坊（Tân An / 新安）
- タインハ坊（Thanh Hà / 清河）
- カムハ社（Cẩm Hà / 錦河）
- カムキム社（Cẩm Kim / 錦金）
- カムタイン社（Cẩm Thanh / 錦清）
- タンヒエップ社（Tân Hiệp / 新協）

## 登録基準
この世界遺産は世界遺産登録基準のうち、以下の条件を満たし、登録された（以下の基準は世界遺産センター公表の登録基準からの翻訳、引用である）。
- (2) ある期間を通じてまたはある文化圏において、建築、技術、記念碑的芸術、都市計画、景観デザインの発展に関し、人類の価値の重要な交流を示すもの。
- (5) ある文化（または複数の文化）を代表する伝統的集落、あるいは陸上ないし海上利用の際立った例。もしくは特に不可逆的な変化の中で存続が危ぶまれている人と環境の関わりあいの際立った例。

## 主な建築物
- 来遠橋（日本橋） - 幅3メートル、長さ18メートルの中国風の屋根付橋だが、1593年に日本人が建設したと伝えられ、2万ドン札の裏側にも印刷されている。
- 福建会館 - 1773年に建設された華人の会館。
- 広肇会館（広東会館） - 1786年に創建された広東系中国人の会館で、中華街の名残り。
- 海南会館
- 潮州会館
- クアンコン寺（関帝廟）
- クアンタンの家（廣勝家、チャンフー通り77番の家） - 約380年前に建てられた中国家屋。
- タンキーの家（進記家） - ベトナム文化省から、世界文化遺産登録前に「ベトナム社会主義共和国の国宝第1号」に指定された。
- フーンフンの家（馮興家） - 約200年前に建てられた貿易商の商家。

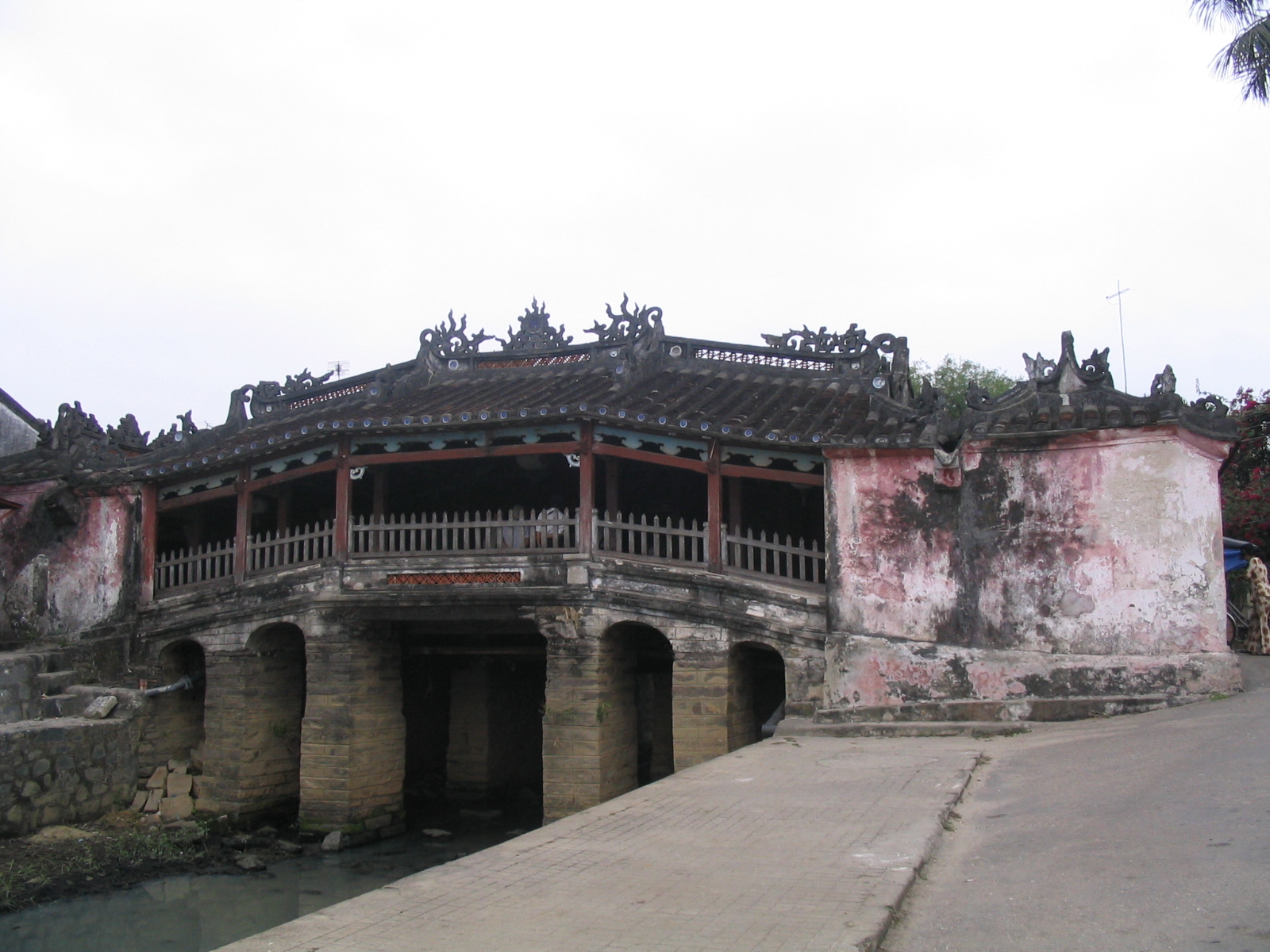
来遠橋（日本橋）
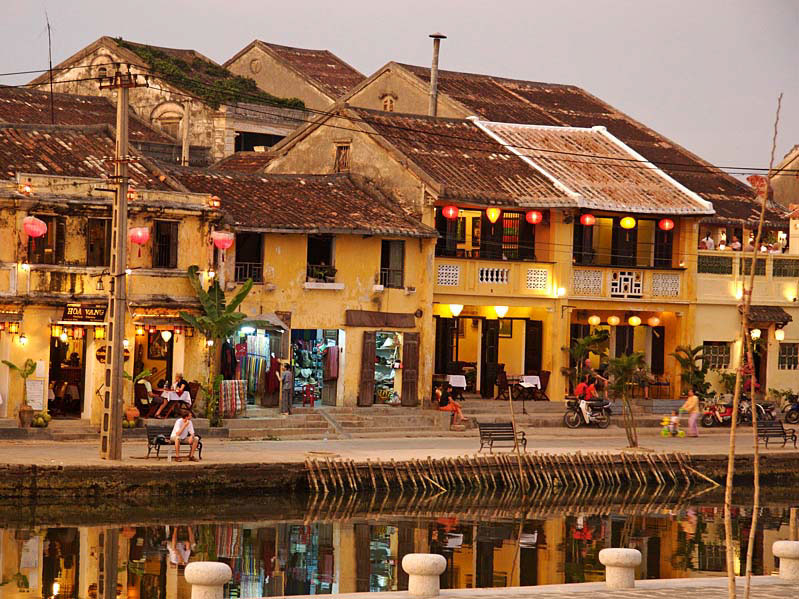
トゥボン川から見たホイアンの旧市街地
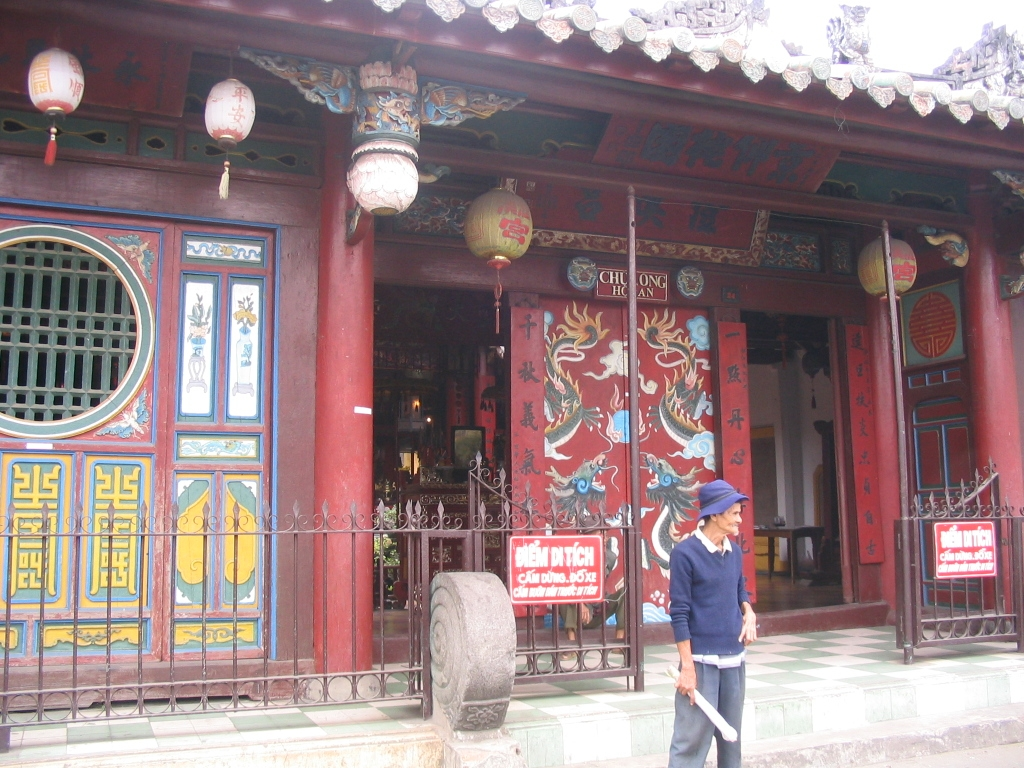
クアンコン寺
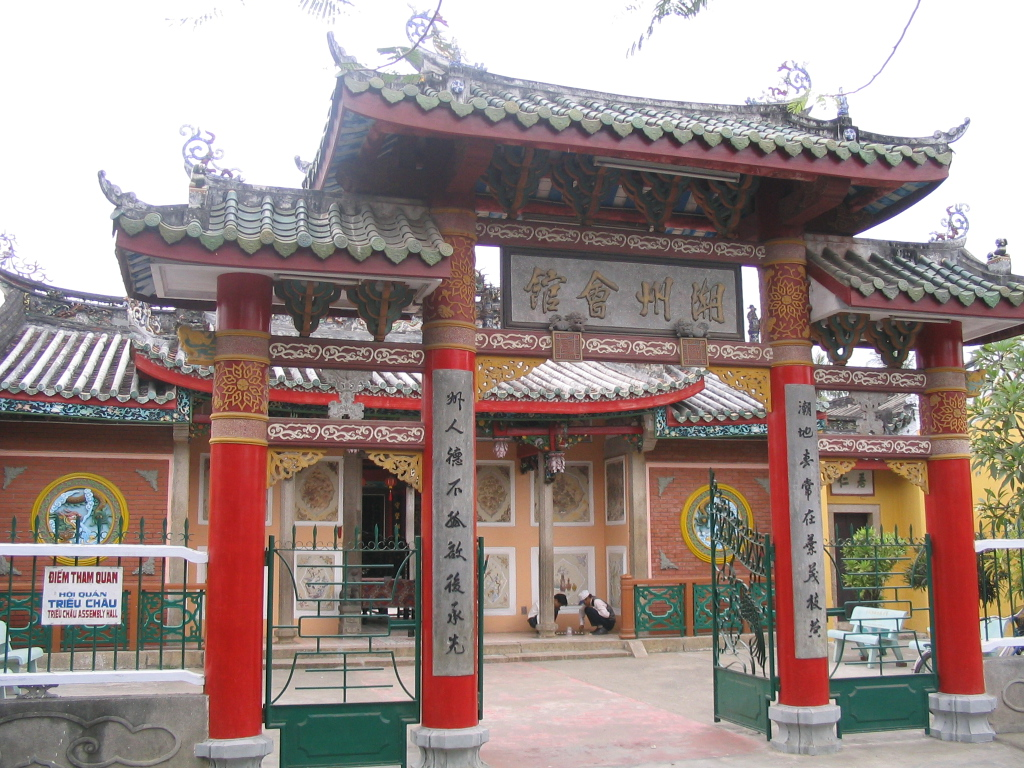
潮州会館
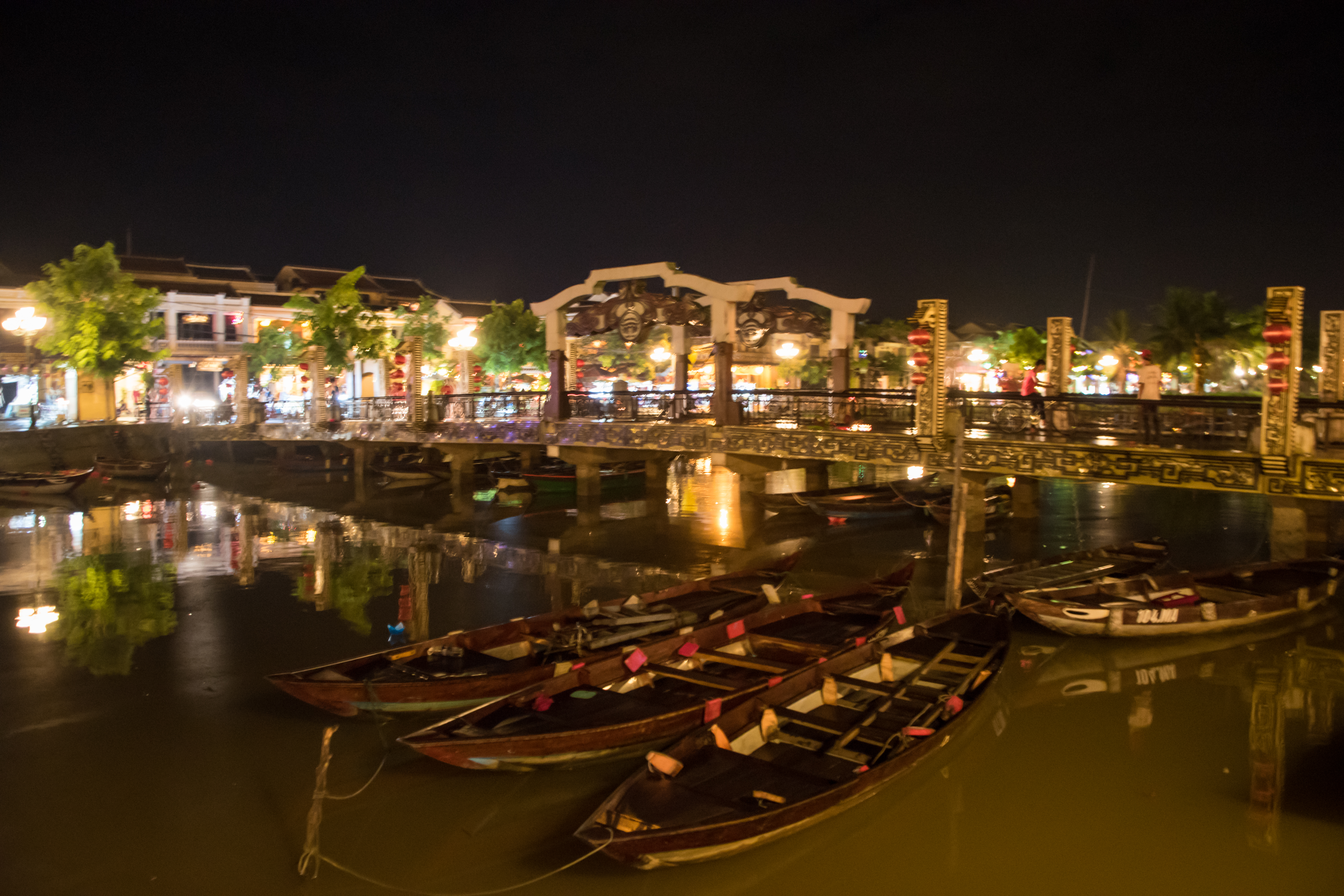
アンホイ橋の夜景

## 観光
ほぼ毎月旧暦14日電灯が消され、ランタン祭りが行われ、数千個のカラフルなランタンで彩られた幻想的な光景が見られる。
旧市街には、通りに面して建てる家を増やせるよう間口を狭くして、途中には中庭を抱え、奥に35mまで伸びるような細長い家屋が並ぶ。
- クアダイ・ビーチ
- アンバン・ビーチ
- 来遠橋（日本橋）など旧市街
- 日本人墓地
- チャム島

## 交通
- 最寄の空港は、ダナン国際空港である。2014年（平成26年）7月16日より、東京/成田 - ダナン間の定期直行便の運航が開始された[8]。また、空路でハノイ（ノイバイ国際空港）もしくはホーチミン市（タンソンニャット国際空港）入りした後、ダナン行の国内線へ乗換、もしくは日本の地方空港から、大韓民国の仁川国際空港でトランジットし、仁川発ダナン行の直行便で行くことも可能。空港到着口には、メータータクシーが待機し、ホイアンまでの移動時間は約40分位。また、ダナン国際空港には、路線バスの乗り入れ及びバス停、バイクタクシーの待機は無い。
- 陸路の場合はベトナム鉄道南北線（統一鉄道） - ダナン駅下車、もしくはハノイ・ホーチミン市他から長距離バスにて、ホイアンに入る方法がある。ダナン市内からツアー会社運営の乗り合いバス、または公共路線バス（黄色いバス、18,000ドン）で行くことも可能（路線バス運転手によっては「外国人料金」を要求される事もある）。バイクタクシーは、交通事故に遭った際、相手から補償が受けられない事がほとんどである。
- ホイアン旧市街は、終日車の通行禁止、時間帯によってバイク乗り入れも禁止されている。ホテルの場所によっては、バスターミナルからの移動は、一部徒歩・シクロとなる。

## 日本との関係

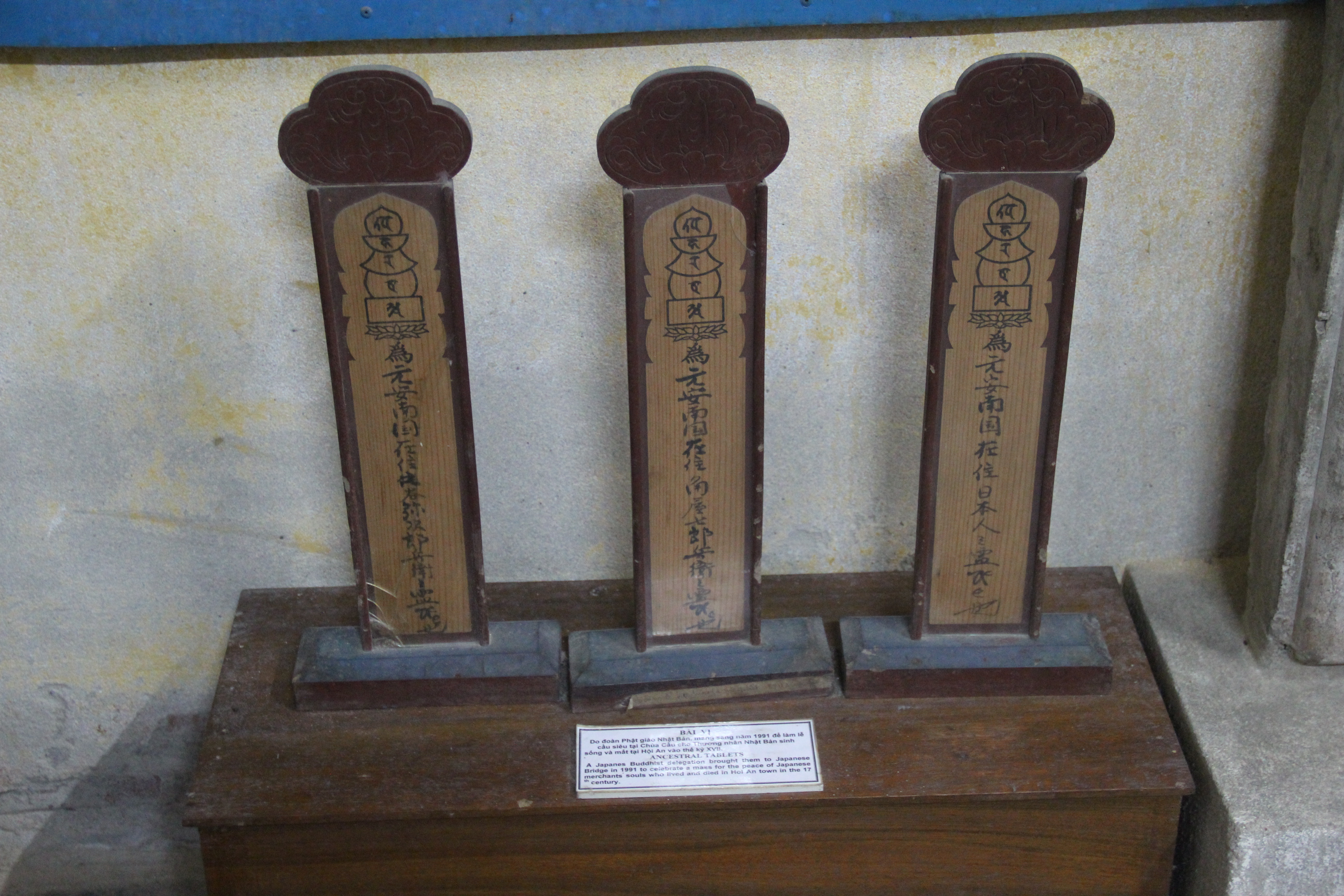
江戸時代・朱印船貿易商人の位牌（谷弥次郎兵衛、角屋七郎兵衛、安南国在住日本人霊位）

朱印船貿易が盛んだった17世紀頃には長さ300mほどの日本人町があり、300人以上（1,000人以上とも）の日本人が住んでいたと言われているが、1633年の第一次鎖国令（5年以上海外に住んだ日本人の帰国禁止）、1635年の第三次鎖国令（東南アジアからの帰国禁止）により、徐々に日本人は帰国した。名古屋の情妙寺にはホイアンとの朱印船貿易を伝える絵巻物が伝わる。日本からは銅・銀・刀剣を輸入し、香木等を輸出していた。
その後ホイアンでは大火があり、現在の街並みはすべて19世紀以降のものになっているため、日本人街の遺構は残っていない。日本人が造ったとされる来遠橋（通称「日本橋」）も、建築様式が日本のものと異なることから、後年架け直されたものと思われるが、1993年（平成5年）から継続的に行なわれている昭和女子大学らの発掘調査により、橋のすぐ横から木杭や板材が見つかり、それが本来の日本橋の遺構ではないかと見られている。
発掘調査では、他にも古伊万里焼の破片や日本独特の仏具である仏飯器なども出土した。ホイアン郊外には1647年に没した谷弥次郎兵衛の名が刻まれた日本人墓地（昭和5年（1930年）に日本人によって修復されたもの）もある。
また、ホイアン郷土料理の汁なし麺であるカオラウ（Cao lầu）は、日本の伊勢うどんが変化したものではないかとする説もあるが、スープでなくタレをからめて食べる点の類似や、カオラウの漢字「高樓」が2階建て家屋があったとされる日本人街の通称「高樓」に由来するのではないかという推測からであり、証拠はない。
近年においては、1990年以降の昭和女子大学や文化庁、JICAの専門家が携わる伝統的建造物の保存修理・技術協力や、建築史・歴史・生活調査・研究があげられる。これらには、ベトナム人研究グループや修理支援グループが参加、地域の技術能力向上にも貢献している。2003年以降は、地元在住の日本人が政府機関や地域コミュニティー関係者と開催する「ホイアン日本祭り」も行われている。

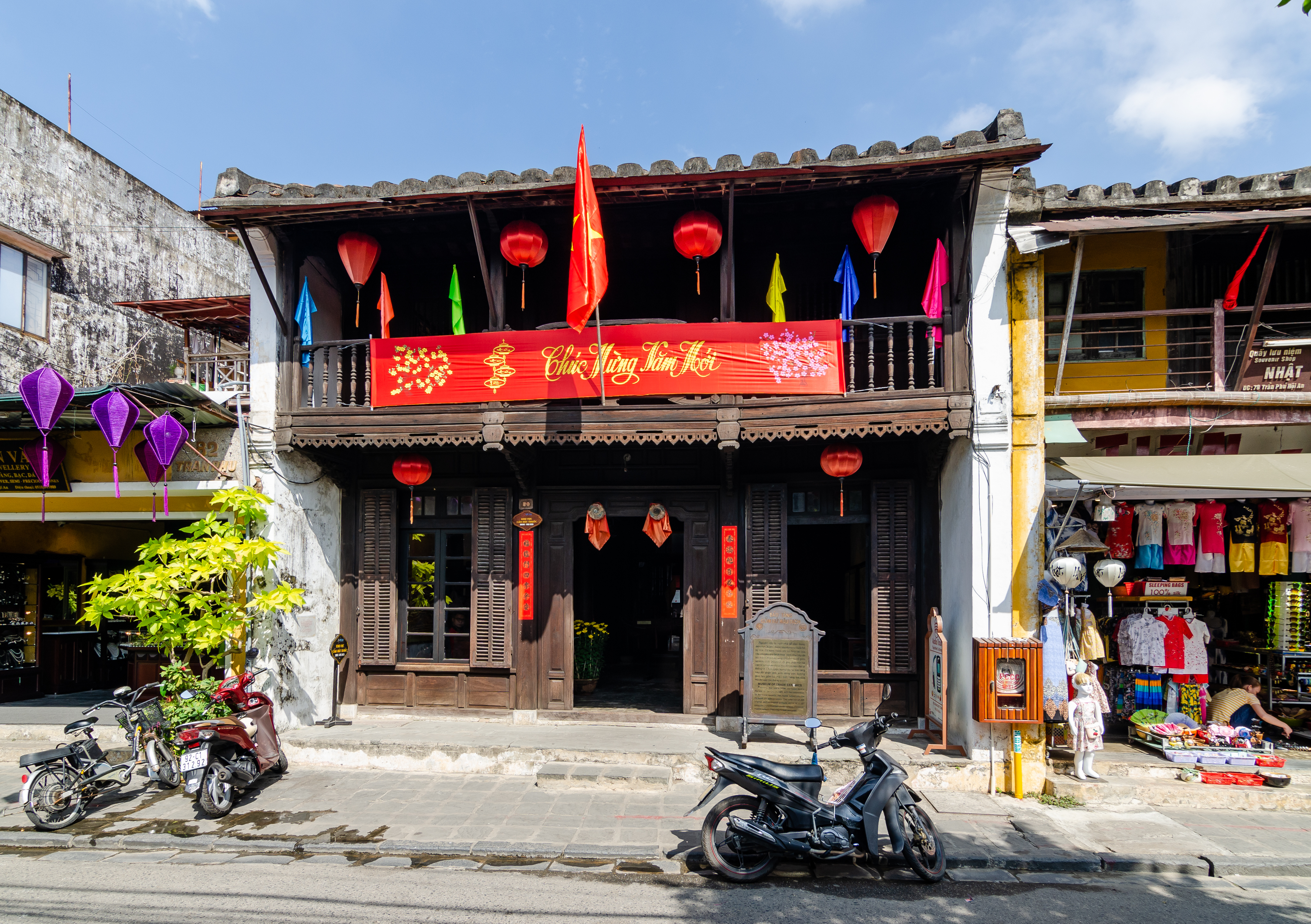
旧正月に飾りつけられた貿易陶磁博物館（2020年）

2009年には、昭和女子大学が修復・展示に協力（文化庁が指導）した貿易陶磁博物館を、皇太子徳仁（当時）が訪問。2017年には、ダナン市で開催されたAPEC首脳会議に出席した当時の安倍晋三、グエン・スアン・フック両首相が、旧市街の伝統的建築を見学。御朱印船の寄贈式や「長崎くんち」の公演を視聴した。
2018年には、日本政府の無償資金協力のもと、「日本橋」周辺水路の水質改善のための下水処理場が完成。ホイアン文化遺産保存管理センターが2023年から実施している修復工事には、日本の文化庁、国際協力機構も携わっている。
また、日越外交関係樹立45周年記念事業として、日本フィルハーモニー交響楽団の四重奏が、日本橋前広場で公演。市内のエコ・カフェでは、地域の子どもを対象としたワークショップと演奏を行った。2023年にも日本フィルは、日越外交関係樹立50周年記念事業として、ホイアン公演とワークショップを開催している。
2023年には、ダラット市と並んで「国連教育科学文化機関(ユネスコ)創造都市ネットワーク(UNESCO Creative Cities Network＝UCCN)」に認定された。
日越外交関係樹立50周年記念 新作オペラ『アニオー姫』（2023年）の舞台の一つで、アニオー姫の故郷でもある。

## 関連人物
- 内海佐和子